# Патті Маккормак
Патті Маккормак (англ. Patty McCormack, при народженні Патриція Елен Руссо, англ. Patricia Ellen Russo; нар. 21 серпня 1945, Нью-Йорк) — американська акторка театру, кіно та телебачення.

## Життєпис
Народилася 21 серпня 1945 року у Брукліні, Нью-Йорк, в родині пожежника Френка Руссо та Елізабет Маккормак, професійної фігуристки на роликах. Кар'єру розпочала в чотирирічному віці, позуючи для рекламних фото, а через три роки дебютувала на телебаченні. Її кінодебют відбувся 1951 року у музичному фільмі «Наречений повертається» Френка Капри, де вона виконала невелику роль сироти.
1953 року дебютувала на Бродвеї в постановці «Пробний камінь», а через рік зіграла свою найвідомішу роль — Роду Пенмарк, малолітню вбивцю-психопатку, яка вміло маніпулює оточуючими, у п'єсі «Погане насіння» Максвела Андерсона, заснованій на однойменному романі (1954) Вільяма Мерфі. 1956 року виконала цю ж роль в однойменному фільмі Мервіна Лероя, за яку (в 11-річному віці) отримала номінації на премії Оскар та Золотий глобус у категорії Найкраща акторка другого плану. 1957 року Орсон Веллс запросив її у свій фільм «Дон Кіхот», який через проблеми з фінансуванням так і не був завершений (1992 року, по смерті Веллса, було випущено перемонтовану версію, з якої зникли всі сцени з Маккормак). У 1959 році юна акторка мала власне шоу на телебаченні. 1960 року удостоєна іменної зірки на Голлівудській алеї слави.
1967 року Маккормак вступила у шлюб з ресторатором Бобом Катанія. У подружжя народилися двоє дітей — донька Даніель та син Роберт. Розлучилися 1973 року.
У подальші роки продовжила зніматися в основному в другорядних ролях на телебаченні, зрідка з'являючись у великому кіно. Серед її робіт ролі в телесеріалах «Готель», «Даллас», «Вона написала вбивство», «Клан Сопрано», «Анатомія Грей», «Відчайдушні домогосподарки», «Головний госпіталь», «Надприродне», «Скандал», «Зої Гарт із південного штату», «Гаваї 5.0» та багатьох інших. У 2008 році зіграла роль Пет Ніксон в фільмі «Фрост проти Ніксона» Рона Говарда. 2018 року з'явилася в ролі доктора Марч (психолога) у телефільмі «Погане насіння».

## Вибрана фільмографія
| Рік       |    | Українська назва                   | Оригінальна назва                  | Роль                                 |
| --------- | -- | ---------------------------------- | ---------------------------------- | ------------------------------------ |
| 1951      | ф  | Наречений повертається             | Here Comes the Groom               | сирота                               |
| 1956      | ф  | Погане насіння                     | The Bad Seed                       | Рода Пенмарк                         |
| 1957      | ф  | Віддати все, що є в мене           | All Mine to Give                   | Аннабель Юнсон                       |
| 1958      | ф  | Кеті О                             | Kathy O'                           | Кеті О'Рурк                          |
| 1960      | ф  | Пригоди Гекльберрі Фінна           | The Adventures of Huckleberry Finn | Джоанна Вілкс                        |
| 1974      | с  | Вулиці Сан-Франциско               | The Streets of San Francisco       | Джилл Кемерон Лоренс                 |
| 1975      | ф  | Жук                                | Bug                                | Сільвія Росс                         |
| 1978      | с  | Човен кохання                      | The Love Boat                      | Бет Доналдсон                        |
| 1981—1982 | с  | Даллас                             | Dallas                             | Евелін Майклсон                      |
| 1982      | с  | Приватний детектив Магнум          | Magnum P.I                         | Керол Болдвін                        |
| 1984      | тф | Запрошення до пекла                | Invitation to Hell                 | Мері Пітерсон                        |
| 1984      | с  | Готель                             | Hotel                              | Паула                                |
| 1987—1988 | с  | Вона написала вбивство             | Murder, She Wrote                  | Лана Вітман / детектив Кетлін Чедвік |
| 1995      | ф  | Матуся                             | Mommy                              | місіс Стерлінг                       |
| 1997      | ф  | День Матусі                        | Mommy's Day                        | місіс Стерлінг                       |
| 2000      | с  | Швидка допомога                    | ER                                 | місіс Даєр                           |
| 2004      | с  | Мертва справа                      | Cold Case                          | Мевіс Брін                           |
| 2005      | с  | Криміналісти: мислити як злочинець | Criminal Minds                     | Марсія Гордон                        |
| 2005      | с  | Клан Сопрано                       | The Sopranos                       | Ліз Ла Черва                         |
| 2005      | с  | Анатомія Грей                      | Grey's Anatomy                     | Ребекка Франклін                     |
| 2008      | ф  | Фрост проти Ніксона                | Frost/Nixon                        | Пет Ніксон                           |
| 2009      | с  | Приватна практика                  | Private Practice                   | Синтія                               |
| 2010      | с  | Відчайдушні домогосподарки         | Desperate Housewives               | Тереза Прюїтт                        |
| 2012      | с  | Надприродне                        | Supernatural                       | Елінор Голмс / Бетсі                 |
| 2012      | ф  | Майстер                            | The Master                         | Мілдред Драммонд                     |
| 2012      | с  | Скандал                            | Scandal                            | Енні Пірс                            |
| 2013      | с  | Зої Гарт із південного штату       | Hart of Dixie                      | Сільві Стівенс-Вілкс                 |
| 2017      | с  | Шанс                               | Chance                             | Емі Деббс                            |
| 2017      | с  | Стен проти сил зла                 | Stan Against Evil                  | Прісцилла Атертон                    |
| 2018      | тф | Погане насіння                     | The Bad Seed                       | доктор Марч, психолог                |
| 2018      | с  | Головний госпіталь                 | General Hospital                   | доктор Моніка Картермейн             |
| 2020      | с  | Гаваї 5.0                          | Hawaii Five-0                      | Табіта Мей                           |
| 2022      | тф | Повернення поганого насіння        | The Bad Seed Returns               | доктор Марч, психолог                |